# All-Ireland Senior Hurling Championship 1921
L'All-Ireland Senior Football Championship 1921 fu l'edizione numero 35 del principale torneo di hurling irlandese. Limerick batté in finale Dublino, ottenendo il terzo titolo della sua storia.

## Formato
Si tennero solo i campionati provinciali di Leinster e Munster, i cui vincitori avrebbero avuto accesso diretto all'All-Ireland, dove la vincitrice del torneo del Munster avrebbe sfidato Galway.

## Torneo
Munster Senior Hurling Championship
| Thurles 28 maggio 1922 Finale | Limerick | 5-2 – 1-2 | Cork | Thurles Sportsfield |

All-Ireland Senior Hurling Championship
| Limerick 25 giugno 1922 Semifinale | Limerick | 6-0 – 2-2 | Galway | Markets Field |

| Dublino 4 marzo 1923 Finale | Limerick             | 8-5 – 3-2 | Dublin | Croke Park (18 000 spett.)\| Arbitro: \| W. Walsh (Waterford) \| |
| Arbitro:                    | W. Walsh (Waterford) |           |        |                                                                  |